# Lolita Cuevas
Lolita Cuevas (Mayagüez, Puerto Rico, 1910 - 1994) fue una cantante y actriz puertorriqueña. Su trabajo como vocalista se basó en un compendio de canciones del Caribe y sus interpretaciones en criollo haitiano se consideran una pieza fundamental en la historiografía de la música de Haití.

## Biografía
Lolita Cuevas nació en Mayagüez en 1910 y contando apenas dos años de edad, su familia se mudó a Haití, donde pasó su niñez y adolescencia.
A los quince años dio su primer concierto como cantante profesional en Puerto Príncipe. Comenzó así su carrera y realizó presentaciones en la radio y giras por el Caribe, Latinoamérica y Estados Unidos. 
En 1941 su interpretación de La Borinqueña la consagró en el gusto del público puertorriqueño y llegó a grabar versiones en francés y criollo del tema En mi viejo San Juan. Su arte la llevó también a presentarse en París, en los años 1944 y 1949.
En 1953 grabó junto al guitarrista y arreglista Frantz Casseus su disco Haitian Folk Songs. Este disco contiene una histórica colección de canciones de cuna y finos méringue de salón.